# De Kunst van het Maken

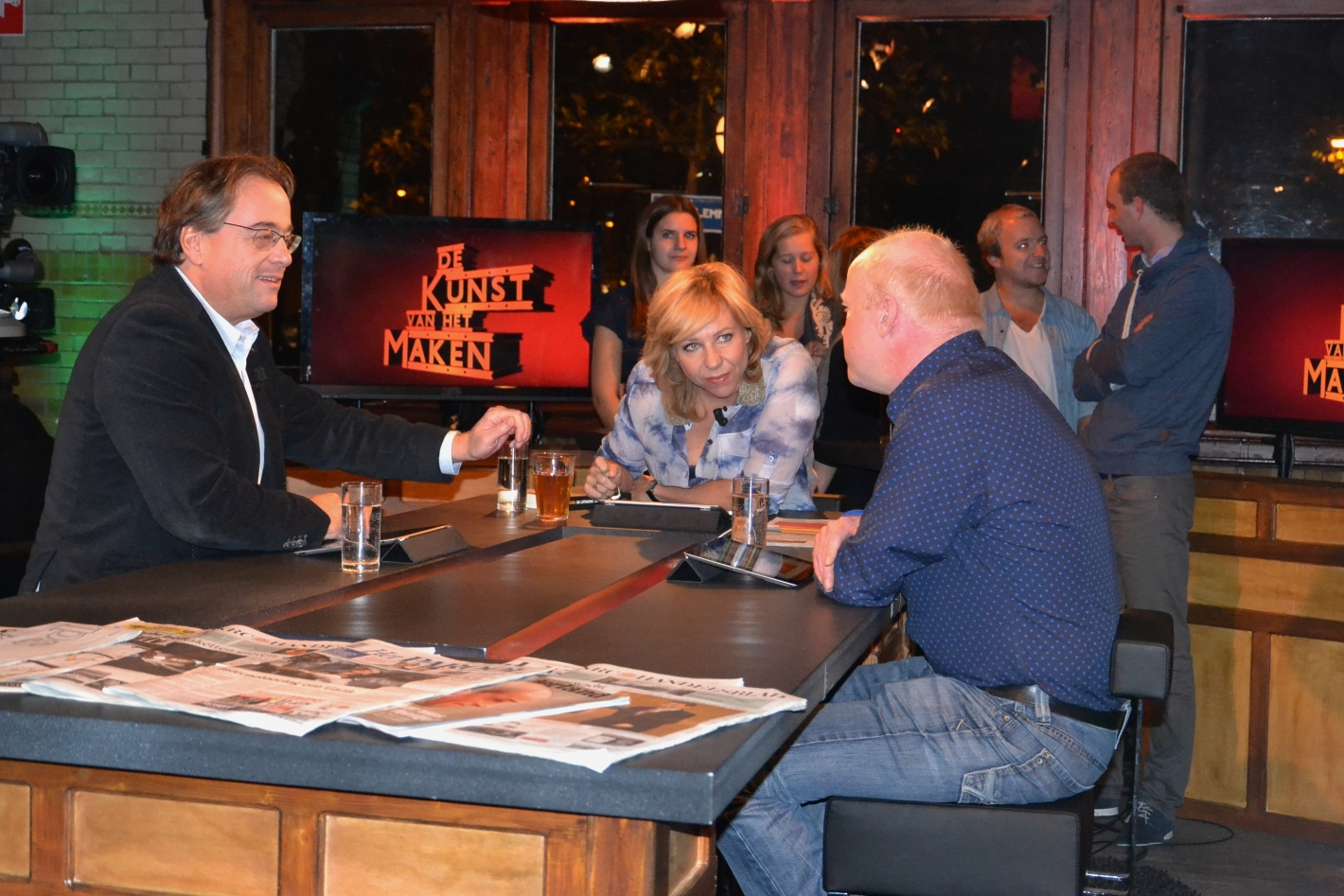
Claudia de Breij met gasten in "De kunst van het maken".

De Kunst van het Maken is een voormalig Nederlands televisieprogramma van de VARA dat gewijd was aan de media. Het programma begon in september 2012 en werd elke vrijdag van 21.30 tot 21.55 uur op Nederland 2 uitgezonden, live vanuit Café Macy's in het Haarlemmermeerstation in Amsterdam. De laatste aflevering werd uitgezonden op 1 november 2013.
Het programma werd gepresenteerd door Claudia de Breij en geproduceerd door Ewart van der Horst en was min of meer de opvolger van het mediaprogramma De Waan van de Dag dat werd gepresenteerd door Clairy Polak. Het programma heeft overeenkomsten met De Leugen Regeert. 
De uitzending begint steeds met een overzicht van de belangrijkste feiten in de media van de afgelopen week zowel in de dagbladen als op de radio en televisie.
Daarna praatte De Breij met journalisten, makers van radio- of televisieprogramma's of andere gasten welke in relatie tot de media staan of personen die in de media te zien waren. Hierbij werd vooral over de achtergronden en beweegreden van de artikelen of programma's gepraat waarbij de vraag werd gesteld hoe men tot de keuze van een onderwerp is gekomen en waarom juist dit onderwerp gekozen werd en niet een ander. Soms werden er fragmenten vertoond van programma's die nog moeten worden uitgezonden waarbij dan door de programmamakers toelichting werd gegeven over de keuze en wijze waarop het programma tot stand is gekomen.
Ook werd een kijkje gegeven in de keuken van de redacties en gaven indien er dagbladjournalisten waren uitgenodigd deze de opening van de krant van de volgende dag. 
De naam van het programma verwijst naar hoe de journalisten of programmamakers hun krant of programma maken.